# Rozwój zależny
Rozwój zależny − koncepcja rozwoju społecznego zakładająca, że kraje peryferyjne rozwijają się w sposób zależny od dominujących społeczeństw centralnych. Tak rozumiany rozwój jest ciągiem zmian ekonomicznych, politycznych, kulturowych i społecznych zachodzących w państwach peryferyjnych, uwarunkowanych przeobrażeniami w krajach dominujących.
Prekursorem teorii zależności jest Paul Prebisch, który w połowie XX użył określeń centrum i peryferia w odniesieniu do globalnej nierówności ekonomicznej. W późniejszym okresie pojawiły się dwa warianty tej koncepcji:
- Pierwszy wariant, którego zwolennikiem był André Gunder Frank, zakładał trwałą nierówność między bogatymi metropoliami i państwami od nich zależnymi, umacniana przez prywatne elity w krajach peryferyjnych, korzystające na tejże nierówności i nie są zainteresowane ekonomiczną suwerennością.
- Drugi wariant, przedstawiany przez socjologów Fernando Henrique Cardoso i Eduardo Faletto, zakłada, że zależność powoduje także napływ nowoczesnych technologii do krajów peryferyjnych, pojawianie się "wysp" przedsiębiorczości, coraz częstszą motywację do bycia przedsiębiorczym i w konsekwencji w krajach tych zaczyna się kształtować klasa średnia. Początkowa zależność prowadzi do emancypacji[2].